# Frederik VII van Zollern
Frederik VII van Zollern (overleden op 9 oktober 1309) was van 1298 tot aan zijn dood graaf van Hohenzollern. Hij behoorde tot het huis Hohenzollern.

## Levensloop
Frederik VII was de oudste zoon van graaf Frederik VI van Zollern en Kunigunde van Baden, dochter van markgraaf Rudolf I van Baden. In 1298 volgde hij zijn vader op als graaf van Zollern.
In 1298 huwde hij met Euphemia (overleden in 1333), dochter van graaf Albrecht II van Hohenberg. Het huwelijk was persoonlijk gearrangeerd door Rooms-Duits koning Rudolf I van Habsburg om een einde te maken aan de jarenlange rivaliteit tussen de Zwabische graven van Zollern en die van Hohenberg. 
Na Frederiks dood in 1309 werd het graafschap Zollern geërfd door zijn jongere broer Frederik VIII.

## Nakomelingen
Frederik VII en zijn echtgenote Euphemia kregen twee zonen:
- Frits I (overleden in 1313), graaf van Zollern
- Albrecht (overleden in 1320)